# Schefflera neoebudica
Schefflera neoebudica är en araliaväxtart som beskrevs av André Guillaumin. Schefflera neoebudica ingår i släktet Schefflera och familjen araliaväxter.
Artens utbredningsområde är Vanuatu. Inga underarter finns listade.